# سن کایتانو (نورته د سانتاندر)
سن کایتانو (انگلیسی: San Cayetano, Norte de Santander) یک منطقه مسکونی در کشور کلمبیا است.